# Michelob Championship
O Michelob Championship at Kingsmill foi um torneio masculino de golfe no PGA Tour, que foi disputado entre os anos de 1968 e 2002 em Napa, Califórnia (1968–1980) e em Williamsburg, Virgínia (1981–2002).
Em 1968, Kermit Zarley fez um última volta de 65, sete abaixo do par do campo, e ganhou vinte e cinco mil dólares norte-americanos, na primeira edição do torneio, uma tacada à frente de Dave Marr.
No ano de 2002, Charles Howell III ganha 666 mil dólares norte-americanos na última edição do torneio, duas tacadas de vantagem sobre os competidores Brandt Jobe e Scott Hoch.